# Микролайф
Корпорация «Microlife» — компания, которая разрабатывает и производит медицинское диагностическое оборудование: тонометры, электронные термометры , небулайзеры. Microlife в настоящее время является крупнейшим мировым производителем электронных термометров и основным поставщиком электронных приборов измерения давления. Акции компании котируются на Тайваньской фондовой бирже , а региональные представительства открыты повсеместно во многих странах мира.

## История

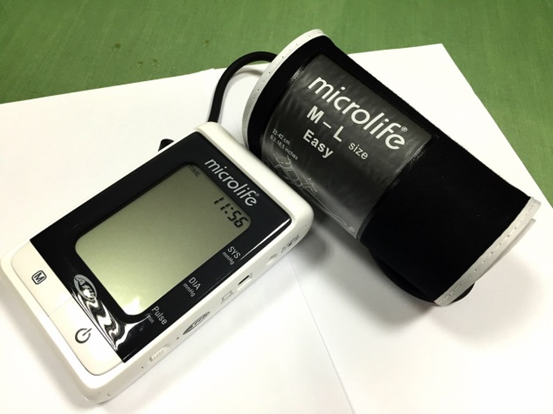
Тонометр Microlife с технологией AFIB.

Корпорация Microlife была основана в Тайбей, Тайвань в 1981 году. На первом этапе компания выпускала медицинские электронные термометры, с 1985 года началось производство тонометров. В 1996 году был открыт филиал в  Швейцарии, в следующем году заработал первый офис в США. В 2002 году Мicrolife приобрела компанию Biddeford Textile, штат Мэн, США. В 2006 году компания приобрела HealtheTech — крупного производителя медицинского диагностического оборудования из штата Колорадо. В этом же году Мicrolife получила награду Frost & Sullivan Award for Product Differentiation Innovation. за выдающиеся разработки в области специального оборудования. В 2007 году компания в числе иных компаний была интегрирована с интернет-сервисом HealthVault корпорации Microsoft.
В 2009 году Microlife первая среди производителей медицинского диагностического оборудования выпустила тонометр, способный выявить как гипертонию, так и мерцательную аритмию — распространенную причину инфарктов и инсультов. В 2012 году компания начала сотрудничество с PharmaSmart в целях увеличения потребительской аудитории тонометров в США. Microlife entered into a partnership with PharmaSmart in 2012 in an effort to reach more consumers in the United States in need of personal blood pressure management devices. В 2013 году Microlife получила награду Red Dot Design Award за создание тонометра с функцией выявления признаков инсульта, а также премию Frost & Sullivan за конкурентные инновации и лидерство. В 2015 году тонометр с функцией выявления признаков инсульта был также отмечен премией German Design Award.
Корпорация «Мicrolife»[en] совместно с Bill & Melinda Gates Foundation разработала бюджетный тонометр 3AS1-2, предназначенный для использования в странах с низким и средним уровнем доходов. Устройство было направлено в такие страны, как Замбия, Зимбабве, и Танзания.

## Продукция

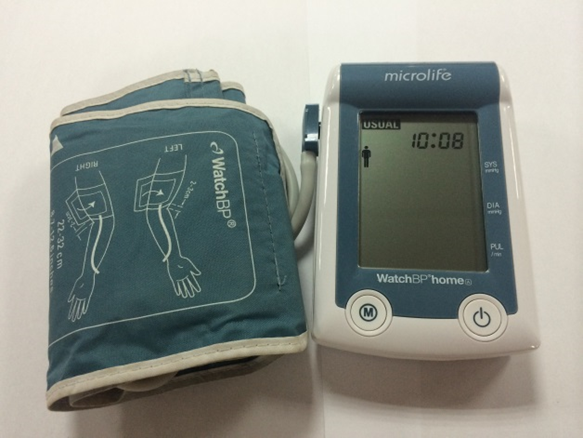
Прибор для измерения артериального давления Microlife WatchBP Home A с технологией AFIB.

Microlife предлагает широкий выбор медицинских и диагностических устройств, выполненных под эгидой бренда Swiss Design.  Логотип Swiss Design является отличительным признаком бренда Microlife. Самые известные продукты компании — это:
- Тонометры (для профессионального и самостоятельного использования);
- Электронные термометры;
- Небулайзеры [п. 1];
- Весы;
- Электрические грелки и одеяла.

## Технологии
Тонометры Microlife и примененные в них технологии были предметом многочисленных исследований и получили разрешение на использование как в медицинских учреждениях, так и дома. Благодаря запатентованной технологии  AFIB инновационные тонометры Microlife оснащены функцией диагностики мерцательной аритмии. В 2013 году устройство Microlife WatchBP Home A было рекомендовано Национальным институтом здравоохранения и клинического мастерства Соединенного Королевства Великобритании и Северной Ирландии (NICE) для выявления гипертонии и мерцательной аритмии при оказании первичной помощи. Использование аппарата позволяет повысить уровень диагностики фибрилляции предсердий по сравнению с методом измерения пульса вручную. Microlife запатентовала технологию Microlife Average Mode (МАМ), благодаря которой в процессе измерения давления показания снимаются последовательно три раза, которые анализируются по специальному алгоритму, после чего на экран выводится один клинически точный результат. Еще одной базовой технологией компании является Pulse arrhythmia detection (PAD). Она позволяет точно измерить артериальное давление и пульс даже у людей с наличием аритмии, в том числе мерцательной. За долговечность использования и наличие различных модификаций Британское общество по борьбе с артериальной гипертензией (BHS) присвоило электронным приборам для измерения давления от Microlife свой наивысший рейтинг (АА).